# البوتاس العربية
البوتاس العربية هي شركة أردنية أسست سنة 1956 م، تعمل بشكل أساسي في التعدين لها امتياز لاستثمار املاح ومعادن البحر الميت. إنها ثامن أكبر منتج للبوتاس في العالم من حيث حجم الإنتاج والمنتج العربي الوحيد للبوتاس. تأسست الشركة عام 1956 في المملكة الأردنية الهاشمية كمشروع تجاري عربي ولديها امتياز لمدة 100 عام (1958-2058) من الحكومة الأردنية يمنحها حقوقًا حصرية لاستخراج المعادن وتصنيعها وتسويقها. يقع مقرها الرئيسي في عمان ولها مصانع رئيسية في غور الصافي. وسهم الشركة مدرج في مؤشر بورصة عمان.

## التاريخ
تأسست شركة البوتاس العربية في 07 يوليو 1956.
في 2000، الأردن تبرم اتفاقيات لتصدير انتاجها من البوتاس إلى فرنسا ومصر
في 2001، قررت الحكومة الأردنية خصخصة مساهمة الحكومة التي تبلغ 9ر52% من كامل اسهم الشركة.
في مايو 2002، بدأت الحكومة الأردنية اجراءات تنفيذية لبيع 26% من اسهم الحكومة البالغة 52% في شركة البوتاس العربية، حيث تقدمت شركة «كالي اوند سالز» الألمانية و«بي.اس.سي» الكندية و«ميتسوبيشي» اليابانية بعروض شراء.
في 23 تشرين الأول/أكتوبر 2003، افتتح الملك عبدالله الثاني في العقبة مصنع شركة «كميرا البوتاس العربية» (كيمابكو) للتصنيع الزراعي، بدأت أشغال بناء المصنع في شباط 2000 بشراكة انطلقت عام 1999 بين شركة البوتاس العربية وشركة كميرا غروهاو الفنلندية.
في 2003، بدأت شركة كميرا البوتاس العربية، بتوريد الشحنة الأولى من منتجها نترات البوتاسيوم إلى السوق المحلي.
في نهاية عام 2003، باعت الحكومة الأردنية نصف حصتها من رأسمال شركة البوتاس العربية إلى«بي.اس.سي» الكندية.
في 2004، بلغت الأرباح الصافية لشركة البوتاس العربية 26.7 مليون دينار (38.6 مليون دولار) وصافي الإيرادات 186 مليون دينار.
في 2005 بدأت أشغال صيانة مصنع ملح الصافـي بعد توقف لفترة طويلة وقدرت الكلفة بـ1.2 مليون دينار. وبلغت الأرباح الصافية لشركة البوتاس العربية 39.2 مليون دينار أردني (نحو 50 مليون دولار أميركي) وصافي الإيرادات 244.7 مليون دينار.
في 2007، بلغ صافي أرباح شركة البوتاس العربية بعد الضريبة 150,19 مليون دينار عن أعمالها للعام 2007 بمعدل ارتفاع 283,74% عن عام 2006، وحقق سعر السهم ارتفاعا بنسبة 1185,86% منذ عام 1995.
في 15 يوليو 2008، أعلنت النقابة العامة للعاملين في المناجم والتعدين الأردنية وشركة البوتاس العربية عن اتفاقية عمالية جماعية تتضمن زيادات لرواتب العاملين بمقدار 15 مليون دينار مجزأة على سنتين.
في 2009، أثرت أزمة الانخفاض الحاد في الطلب العالمي على البوتاس على كمية مبيعات الشركة، وشهد عام 2010 تحسناً ملحوظاً في الطلب العالمي انعكس بشكل مباشر على أداء الشركة حيث ارتفعت المبيعات إلى 2.08 مليون طن وارتفع الإنتاج بنسبة 73% عن العام السابق ليصل إلى 1.94 مليون طن.
في 2014، وقعت الشركة اتفاقية استيراد الغاز الطبيعي لمدة 15 عاما مع شركة نوبل الأميركية.
في الربع الأول من 2016، انخفض صافي ربح شركة البوتاس العربية بـ27 في المئة إلى 23.5 مليون دينار (33.14 مليون دولار) مع تراجع المبيعات بـ44.6 في المئة إلى 71.8 مليون دينار مقارنة مع نفس الفترة من 2015، وعزت الشركة انخفاض المبيعات إلى «تباطؤ الاقتصاد العالمي وانخفاض سعر صرف العملات المحلية للدول المستوردة للبوتاس».
في 2017، وزعت شركة البوتاس العربية 83.3 مليون دينار أرباح نقدية على المساهمين عن عام 2016 بواقع 100% من رأس المال.
في 2018، خططت شركة SDIC الصينية لشراء حصة نيوترين الكندية في شركة البوتاس العربية والبالغة 28% مقابل 502 مليون دولار، وبذلك ستصبح أكبر مساهم في البوتاس العربية بعد إبرام الصفقة.
في 2019، قامت الشركة بإنتاج البوتاس الحُبيبي الأحمر لأول مرة وتصدير أولى الكميات منه للبرازيل. ووقعت شركة البوتاس العربية وشركة يارا الدولية النرويجية مذكرة تفاهم للدخول في شراكة لرفع إنتاج شركة صناعات الأسمدة والكيماويات العربية (كيمابكو) في مدينة العقبة.
بلغ صافي أرباح الشركة حتى نهاية الربع الثالث من عام 2020، قرابة (95) مليون دينار أردني بعد اقتطاع ضرائب ومخصصات ورسوم تعدين بقيمة 43 مليون دينار وتبرعات بقيمة 31 مليون دينار منها (11) مليون دينار لدعم عدد من القطاعات في المجتمعات المحلية، و20 مليون دينار لصندوق «همّة وطن».
في 12 ديسمبر 2020، قدم جمال الصرايرة رئيس مجلس إدارة الشركة استقالته من منصبه اعتبارا من 18 ديسمبر 2020، وذلك بعد تعيينه عضوا في مجلس الأعيان.

## الأسواق
أسواق التصدير الرئيسية للشركة هي الهند والصين وماليزيا.

## الأرقام
| السنة | صافي الربح بعد الضريبة | إجمالي الأصول |
| ----- | ---------------------- | ------------- |
| 2019  | 151,695,000            | 1,088,573,000 |
| 2018  | 124,874,000            | 1,010,605,000 |
| 2017  | 89,843,000             | 937,307,000   |
| 2016  | 62,244,000             | 916,836,000   |
| 2015  | 131,133,000            | 1,016,122,000 |
| 2014  | 99,676,000             | 948,423,000   |
| 2013  | 130,661,000            | 1,005,415,000 |
| 2012  | 198,822,000            | 1,083,453,000 |
| 2011  | 299,691,000            | 1,223,269,000 |
| 2010  | 162,650,000            | 1,008,039,000 |
| 2009  | 131,766,000            | 885,699,000   |
| 2008  | 311,390,000            | 873,339,000   |
| 2007  | 150,191,000            | 543,224,000   |
| 2006  | 39,139,000             | 400,421,000   |
| 2005  | 43,053,000             | 414,548,000   |